# لوكاس دا كروز أوليفيرا
لوكاس دا كروز أوليفيرا هو لاعب كرة قدم برازيلي في مركز الدفاع، ولد في 2 فبراير 1996 في ريو دي جانيرو في البرازيل. لعب مع أتلتيكو غويانيينسي.

## وصلات خارجية
- لوكاس دا كروز أوليفيرا على موقع رابطة كرة القدم اليابانية للمحترفين (اليابانية)
- لوكاس دا كروز أوليفيرا على موقع قاعدة بيانات كرة القدم.إي يو (الإنجليزية)
- لوكاس دا كروز أوليفيرا على موقع Soccerway.com (الإنجليزية)